# Olympische Jugend-Winterspiele 2016/Teilnehmer (Deutschland)
| Gelbes Symbol für Goldmedaillen mit stilisierten Olympischen Ringen | Graues Symbol für Silbermedaillen mit stilisierten Olympischen Ringen | Braundes Symbol für Bronzemedaillen mit stilisierten Olympischen Ringen |
| ------------------------------------------------------------------- | --------------------------------------------------------------------- | ----------------------------------------------------------------------- |
| 7                                                                   | 7                                                                     | 8                                                                       |

Deutschland nahm an den Olympischen Jugend-Winterspielen 2016 in der norwegischen Stadt Lillehammer mit 44 Athleten in 14 Sportarten teil.

## Medaillen
Mit sieben gewonnenen Gold-, sieben Silber- und acht Bronzemedaillen belegte das deutsche Team Platz 4 im Medaillenspiegel.

### Gold
| Name/n                                                             | Sportart              | Wettkampf                   |
| ------------------------------------------------------------------ | --------------------- | --------------------------- |
| Juliane Frühwirt                                                   | Biathlon              | 6-km-Sprint                 |
| Jessica Tiebel, Paul-Lukas Heider, Hannes Orlamünder & Paul Gubitz | Rennrodeln            | / Teamstaffel               |
| Jana Fischer, Celia Funkler, Sebastian Pietrzykowski & Cornel Renn | Snowboard             | / Team Ski/Snowboardcross   |
| Tim Kopp                                                           | Nordische Kombination | Normalschanze/5-km-Langlauf |
| Lucia Rispler & Jonas Stockinger                                   | Ski Alpin             | / Teamwettbewerb            |
| Laura Nolte                                                        | Bob                   | Monobob                     |
| Jonas Jannusch                                                     | Bob                   | Monobob                     |

### Silber
| Name/n                                                             | Sportart    | Wettkampf                  |
| ------------------------------------------------------------------ | ----------- | -------------------------- |
| Paul-Lukas Heider                                                  | Rennrodeln  | Einzel                     |
| Jessica Tiebel                                                     | Rennrodeln  | Einzel                     |
| Hannes Orlamünder & Paul Gubitz                                    | Rennrodeln  | Doppel                     |
| Katrin Hirtl-Stanggaßinger                                         | Ski Alpin   | Riesenslalom               |
| Agnes Reisch, Tim Kopp & Jonathan Siegel                           | Skispringen | / Mixed-Team Normalschanze |
| Hannah Neise                                                       | Skeleton    | Einzel                     |
| Juliane Frühwirt, Franziska Pfnür, Simon Groß & Danilo Riethmüller | Biathlon    | / Mixed-Staffel            |

### Bronze
| Name/n                                                                     | Sportart              | Wettkampf        |
| -------------------------------------------------------------------------- | --------------------- | ---------------- |
| Anna Seidel                                                                | Shorttrack            | Einzel           |
| Katrin Hirtl-Stanggaßinger                                                 | Ski Alpin             | Kombination      |
| Sebastian Pietrzykowski                                                    | Snowboard             | Cross            |
| Jonathan Siegel                                                            | Skispringen           | Normalschanze    |
| Anton Grammel                                                              | Ski Alpin             | Riesenslalom     |
| Erik Betzold                                                               | Eishockey             | Skills-Challenge |
| Robin Schneider                                                            | Skeleton              | Einzel           |
| Agnes Reisch, Tim Kopp, Jonathan Siegel, Anna-Maria Dietze & Philipp Unger | Nordische Kombination | / Team           |

## Teilnehmer nach Sportarten

### Biathlon
| Athleten                                                       | Wettbewerb           | Zeit (Schießfehler) | Rang   |
| -------------------------------------------------------------- | -------------------- | ------------------- | ------ |
| Jungen                                                         |                      |                     |        |
| Simon Groß                                                     | 7,5 km Sprint        | 20:49,1 min (3)     | 18     |
| Simon Groß                                                     | 10 km Verfolgung     | 32:15,5 min (4)     | 21     |
| Danilo Riethmüller                                             | 7,5 km Sprint        | 19:50,1 min (3)     | 7      |
| Danilo Riethmüller                                             | 10 km Verfolgung     | 30:30,3 min (6)     | 6      |
| Mädchen                                                        |                      |                     |        |
| Juliane Frühwirt                                               | 6 km Sprint          | 18:23,5 min (0)     | Gold   |
| Juliane Frühwirt                                               | 7,5 km Verfolgung    | 27:09,5 min (6)     | 12     |
| Franziska Pfnür                                                | 6 km Sprint          | 21:02,0 min (4)     | 33     |
| Franziska Pfnür                                                | 7,5 km Verfolgung    | 27:59,8 min (1)     | 20     |
| Gemischt                                                       |                      |                     |        |
| Juliane Frühwirt Danilo Riethmüller                            | Single Mixed-Staffel | 42:05,6 min (3+12)  | 5      |
| Juliane Frühwirt Franziska Pfnür Simon Groß Danilo Riethmüller | Mixed-Staffel        | 1:18:43,2 h (0+9)   | Silber |

### Bob
| Athleten        | Wettbewerb | Durchgang 1 | Durchgang 1 | Durchgang 2 | Durchgang 2 | Gesamt      | Gesamt |
| Athleten        | Wettbewerb | Zeit        | Rang        | Zeit        | Rang        | Zeit        | Rang   |
| --------------- | ---------- | ----------- | ----------- | ----------- | ----------- | ----------- | ------ |
| Jungen          |            |             |             |             |             |             |        |
| Jonas Jannusch  | Monobob    | 57,15 s     | 2           | 57,14 s     | 2           | 1:54,29 min | Gold   |
| Mädchen         |            |             |             |             |             |             |        |
| Vivian Bierbaum | Monobob    | 59,07 s     | 6           | 59,47 s     | 9           | 1:58,54 min | 6      |
| Laura Nolte     | Monobob    | 58,68 s     | 2           | 58,73 s     | 1           | 1:57,41 min | Gold   |

### Eishockey
| Athleten      | Wettbewerb       | Qualifikation | Qualifikation | Finale | Finale |
| Athleten      | Wettbewerb       | Punkte        | Rang          | Punkte | Rang   |
| ------------- | ---------------- | ------------- | ------------- | ------ | ------ |
| Jungen        |                  |               |               |        |        |
| Erik Betzold  | Skills-Challenge | 18            | 3             | 11     | Bronze |
| Mädchen       |                  |               |               |        |        |
| Tabea Botthof | Skills-Challenge | 14            | 6             | 7      | 8      |

### Eiskunstlauf
| Athleten                              | Wettbewerb | Kurzprogramm | Kurzprogramm | Free Skating/Dance | Free Skating/Dance | Gesamt | Gesamt |
| Athleten                              | Wettbewerb | Punkte       | Rang         | Punkte             | Rang               | Punkte | Rang   |
| ------------------------------------- | ---------- | ------------ | ------------ | ------------------ | ------------------ | ------ | ------ |
| Mädchen                               |            |              |              |                    |                    |        |        |
| Annika Hocke                          | Einzel     | 41,52        | 15           | 83,68              | 10                 | 125,20 | 11     |
| Paar                                  |            |              |              |                    |                    |        |        |
| Charise Matthaei Maximilian Pfisterer | Eistanz    | 39,29        | 11           | 57,11              | 12                 | 96,40  | 11     |

### Eisschnelllauf
| Athleten            | Wettbewerb  | Durchgang 1 | Durchgang 1 | Durchgang 2 | Durchgang 2 | Gesamt      | Gesamt |
| Athleten            | Wettbewerb  | Zeit        | Rang        | Zeit        | Rang        | Zeit        | Rang   |
| ------------------- | ----------- | ----------- | ----------- | ----------- | ----------- | ----------- | ------ |
| Jungen              |             |             |             |             |             |             |        |
| Ole Jeske           | 500 m       | 38,26 s     | 16          | 38,03 s     | 18          | 76,30 s     | 16     |
| Ole Jeske           | 1500 m      |             |             |             |             | 1:59,78 min | 23     |
| Ole Jeske           | Massenstart |             |             |             |             | 3 Punkte    | 5      |
| Lukas Mann          | 500 m       | 39,38 s     | 25          | 39,51 s     | 25          | 78,90 s     | 25     |
| Lukas Mann          | 1500 m      |             |             |             |             | 1:59,99 min | 5      |
| Lukas Mann          | Massenstart |             |             |             |             | 1 Punkte    | 6      |
| Mädchen             |             |             |             |             |             |             |        |
| Pia-Leonie Kirsakal | 500 m       | 42,64 s     | 19          | 42,66 s     | 20          | 85,30 s     | 19     |
| Lea Scholz          | 500 m       | 41,84 s     | 15          | 41,92 s     | 16          | 83,77 s     | 15     |
| Lea Scholz          | 1500 m      |             |             |             |             | 2:10,13 min | 12     |
| Lea Scholz          | Massenstart |             |             |             |             | 0 Punkte    | 23     |

### Freestyle-Skiing

#### Skicross
| Athleten      | Wettbewerb | Qualifikation | Qualifikation | Vorlauf | Vorlauf | Halbfinale | Finale   |
| Athleten      | Wettbewerb | Zeit          | Rang          | Punkte  | Rang    | Position   | Position |
| ------------- | ---------- | ------------- | ------------- | ------- | ------- | ---------- | -------- |
| Jungen        |            |               |               |         |         |            |          |
| Cornel Renn   | Skicross   | 42,91 s       | 2             | 18      | 3       | 3          | 7        |
| Mädchen       |            |               |               |         |         |            |          |
| Celia Funkler | Skicross   | 47,22 s       | 7             | 15      | 5       | 2          | 4        |

#### Slopestyle
| Athleten         | Wettbewerb | Finale      | Finale       | Finale           | Finale |
| Athleten         | Wettbewerb | Durchgang 1 | Durchgang 2  | Bester Durchgang | Rang   |
| ---------------- | ---------- | ----------- | ------------ | ---------------- | ------ |
| Jungen           |            |             |              |                  |        |
| Moritz Neuhauser | Slopestyle | 8,60 Punkte | 56,20 Punkte | 56,20 Punkte     | 12     |

### Nordische Kombination
| Athleten | Wettbewerb                    | Skispringen | Skispringen | Skispringen | Skispringen   | Langlauf    | Langlauf |
| Athleten | Wettbewerb                    | Weite       | Punkte      | Rang        | Zeitrückstand | Zeit        | Rang     |
| -------- | ----------------------------- | ----------- | ----------- | ----------- | ------------- | ----------- | -------- |
| Jungen   |                               |             |             |             |               |             |          |
| Tim Kopp | Normalschanze / 5 km Langlauf | 99,5 m      | 131,8       | 1           | 0:00 min      | 13:31,4 min | Gold     |

| Athleten                                                              | Wettbewerb                             | Skispringen | Skispringen | Skispringen   | Langlauf    | Langlauf |
| Athleten                                                              | Wettbewerb                             | Punkte      | Rang        | Zeitrückstand | Zeit        | Rang     |
| --------------------------------------------------------------------- | -------------------------------------- | ----------- | ----------- | ------------- | ----------- | -------- |
| Gemischt                                                              |                                        |             |             |               |             |          |
| Agnes Reisch Tim Kopp Jonathan Siegel Anna-Maria Dietze Philipp Unger | Team Skispringen/Nordische Kombination | 356,1       | 2           | 0:26 min      | 26:38,4 min | Bronze   |

### Rennrodeln
| Athleten                      | Wettbewerb   | Durchgang 1 | Durchgang 1 | Durchgang 2 | Durchgang 2 | Gesamt       | Gesamt |
| Athleten                      | Wettbewerb   | Zeit        | Rang        | Zeit        | Rang        | Zeit         | Rang   |
| ----------------------------- | ------------ | ----------- | ----------- | ----------- | ----------- | ------------ | ------ |
| Jungen                        |              |             |             |             |             |              |        |
| Paul-Lukas Heider             | Einsitzer    | 47,999 s    | 3           | 47,956 s    | 4           | 1:35,955 min | Silber |
| Paul Gubitz Hannes Orlamünder | Doppelsitzer | 52,599 s    | 2           | 52,515 s    | 3           | 1:45,114 min | Silber |
| Mädchen                       |              |             |             |             |             |              |        |
| Tina Müller                   | Einsitzer    | 53,851 s    | 11          | 53,091 s    | 3           | 1:46,942 min | 8      |
| Jessica Tiebel                | Einsitzer    | 53,106 s    | 1           | 52,991 s    | 2           | 1:46,097 min | Silber |

| Athleten                                                       | Wettbewerb  | Mädchen  | Mädchen | Junge    | Junge | Doppel   | Doppel | Gesamt       | Gesamt |
| Athleten                                                       | Wettbewerb  | Zeit     | Rang    | Zeit     | Rang  | Zeit     | Rang   | Zeit         | Rang   |
| -------------------------------------------------------------- | ----------- | -------- | ------- | -------- | ----- | -------- | ------ | ------------ | ------ |
| Gemischt                                                       |             |          |         |          |       |          |        |              |        |
| Jessica Tiebel Paul-Lukas Heider Paul Gubitz Hannes Orlamünder | Teamstaffel | 56,760 s | 1       | 57,737 s | 4     | 58,023 s | 2      | 2:52,520 min | Gold   |

### Shorttrack
| Athleten         | Wettbewerb | Viertelfinale | Viertelfinale | Halbfinale   | Halbfinale | Finale       | Finale |
| Athleten         | Wettbewerb | Zeit          | Rang          | Zeit         | Rang       | Zeit         | Rang   |
| ---------------- | ---------- | ------------- | ------------- | ------------ | ---------- | ------------ | ------ |
| Jungen           |            |               |               |              |            |              |        |
| Moritz Kreuseler | 500 m      | 45,105 s      | 4             | 44,974 s     | 3          | 45,787 s     | 15     |
| Moritz Kreuseler | 1000 m     | 1:36,354 min  | 3             | 1:42,414 min | 3          | 1:43,506 min | 12     |
| Mädchen          |            |               |               |              |            |              |        |
| Anna Seidel      | 500 m      | -             | 3             | 46,779 s     | 1          | 45,857 s     | 8      |
| Anna Seidel      | 1000 m     | 1:36,200 min  | 1             | 1:36,344 min | 1          | 1:34,323 min | Bronze |

### Skeleton
| Athleten         | Durchgang 1 | Durchgang 1 | Durchgang 2 | Durchgang 2 | Gesamt      | Gesamt |
| Athleten         | Zeit        | Rang        | Zeit        | Rang        | Zeit        | Rang   |
| ---------------- | ----------- | ----------- | ----------- | ----------- | ----------- | ------ |
| Jungen           |             |             |             |             |             |        |
| Florian Heinrich | 54,32 s     | 5           | 54,28 s     | 5           | 1:48,60 min | 5      |
| Robin Schneider  | 54,02 s     | 3           | 54,08 s     | 3           | 1:48,10 min | Bronze |
| Mädchen          |             |             |             |             |             |        |
| Hannah Neise     | 55,43 s     | 2           | 55,76 s     | 2           | 1:51,19 min | Silber |

### Ski Alpin
| Jungen                     |              |             |     |                    |                    |                    |                    |
| Anton Grammel              | Super-G      |             |     |                    |                    | 1:13,36 min        | 25                 |
| Anton Grammel              | Riesenslalom | 1:18,71 min | 4   | 1:17,83 min        | 2                  | 2:36,54 min        | Bronze             |
| Anton Grammel              | Slalom       | DNF         | DNF | nicht qualifiziert | nicht qualifiziert | nicht qualifiziert | nicht qualifiziert |
| Anton Grammel              | Kombination  | 1:13,26 min | 13  | 43,06 s            | 17                 | 1:56,32 min        | 14                 |
| Jonas Stockinger           | Super-G      |             |     |                    |                    | DNF                | DNF                |
| Jonas Stockinger           | Slalom       | 50,78 s     | 6   | 50,72 s            | 11                 | 1:41,50 min        | 9                  |
| Jonas Stockinger           | Kombination  | 1:14,27 min | 25  | DNS                | DNS                | DNS                | DNS                |
| Mädchen                    |              |             |     |                    |                    |                    |                    |
| Katrin Hirtl-Stanggaßinger | Super-G      |             |     |                    |                    | 1:13,61 min        | 5                  |
| Katrin Hirtl-Stanggaßinger | Riesenslalom | 1:17,80 min | 1   | 1:15,54 min        | 4                  | 2:33,34 min        | Silber             |
| Katrin Hirtl-Stanggaßinger | Slalom       | 55,84 s     | 8   | 50,93 s            | 4                  | 1:46,77 min        | 6                  |
| Katrin Hirtl-Stanggaßinger | Kombination  | 1:14,13 min | 3   | 43,12 s            | 4                  | 1:57,25 min        | Bronze             |
| Lucia Rispler              | Super-G      |             |     |                    |                    | 1:15,17 min        | 13                 |
| Lucia Rispler              | Riesenslalom | 1:19,68 min | 6   | 1:16,00 min        | 7                  | 2:35,68 min        | 6                  |
| Lucia Rispler              | Slalom       | 55,62 s     | 7   | 51,21 s            | 5                  | 1:46,83 min        | 8                  |
| Lucia Rispler              | Kombination  | 1:14,97 min | 7   | DNF                | DNF                | DNF                | DNF                |

| Athleten                       | Wettbewerb     | Achtelfinale    | Viertelfinale  | Halbfinale      | Finale         | Finale |
| Athleten                       | Wettbewerb     | Ergebnis        | Ergebnis       | Ergebnis        | Ergebnis       | Rang   |
| ------------------------------ | -------------- | --------------- | -------------- | --------------- | -------------- | ------ |
| Gemischt                       |                |                 |                |                 |                |        |
| Lucia Rispler Jonas Stockinger | Teamwettbewerb | Schweden 2+ – 2 | Schweiz 2+ – 2 | Finnland 2+ – 2 | Russland 3 – 1 | Gold   |

### Skilanglauf
| Athleten            | Wettbewerb       | Qualifikation | Qualifikation | Viertelfinale | Viertelfinale | Halbfinale         | Halbfinale         | Finale             | Finale             |
| Athleten            | Wettbewerb       | Zeit          | Rang          | Zeit          | Rang          | Zeit               | Rang               | Zeit               | Rang               |
| ------------------- | ---------------- | ------------- | ------------- | ------------- | ------------- | ------------------ | ------------------ | ------------------ | ------------------ |
| Jungen              |                  |               |               |               |               |                    |                    |                    |                    |
| Chris Ole Sauerbrey | Cross            | 3:14,51 min   | 14            |               |               | 3:14,30 min        | 5                  | nicht qualifiziert | nicht qualifiziert |
| Chris Ole Sauerbrey | Sprint klassisch | 3:06,03 min   | 11            | 3:04,32 min   | 3             | nicht qualifiziert | nicht qualifiziert | nicht qualifiziert | nicht qualifiziert |
| Chris Ole Sauerbrey | 10 km Freistil   |               |               |               |               |                    |                    | 25:59,3 min        | 24                 |
| Philipp Unger       | Cross            | 3:15,79 min   | 17            |               |               | 3:15,97 min        | 6                  | nicht qualifiziert | nicht qualifiziert |
| Philipp Unger       | Sprint klassisch | 3:08,37 min   | 18            | 3:07,80 min   | 3             | nicht qualifiziert | nicht qualifiziert | nicht qualifiziert | nicht qualifiziert |
| Philipp Unger       | 10 km Freistil   |               |               |               |               |                    |                    | 25:35,1 min        | 17                 |
| Mädchen             |                  |               |               |               |               |                    |                    |                    |                    |
| Anna-Maria Dietze   | Cross            | 3:34,48 min   | 4             |               |               | 3:36,73 min        | 2                  | 3:29,72 min        | 4                  |
| Anna-Maria Dietze   | Sprint klassisch | 3:36,34 min   | 10            | 3:30,64 min   | 2             | 3:30,58 min        | 5                  | nicht qualifiziert | nicht qualifiziert |
| Anna-Maria Dietze   | 5 km Freistil    |               |               |               |               |                    |                    | 14:00,3 min        | 13                 |
| Celine Mayer        | Cross            | 4:00,39 min   | 29            |               |               | 3:49,17 min        | 9                  | nicht qualifiziert | nicht qualifiziert |
| Celine Mayer        | Sprint klassisch | 3:42,90 min   | 22            | 3:37,23 min   | 5             | nicht qualifiziert | nicht qualifiziert | nicht qualifiziert | nicht qualifiziert |
| Celine Mayer        | 5 km Freistil    |               |               |               |               |                    |                    | 14:29,8 min        | 23                 |

### Skispringen
| Athleten        | Wettbewerb    | Erste Runde | Erste Runde | Erste Runde | Finale | Finale | Finale | Gesamt | Gesamt |
| Athleten        | Wettbewerb    | Weite       | Punkte      | Rang        | Weite  | Punkte | Rang   | Punkte | Rang   |
| --------------- | ------------- | ----------- | ----------- | ----------- | ------ | ------ | ------ | ------ | ------ |
| Jungen          |               |             |             |             |        |        |        |        |        |
| Jonathan Siegel | Normalschanze | 98,5 m      | 123,1       | 3           | 90,5 m | 112,9  | 5      | 236,0  | Bronze |
| Mädchen         |               |             |             |             |        |        |        |        |        |
| Agnes Reisch    | Normalschanze | 93,0 m      | 112,2       | 4           | 92,0 m | 107,2  | 4      | 219,4  | 4      |

| Athleten                              | Wettbewerb               | Erste Runde | Erste Runde | Finale | Finale | Gesamt | Gesamt |
| Athleten                              | Wettbewerb               | Punkte      | Rang        | Punkte | Rang   | Punkte | Rang   |
| ------------------------------------- | ------------------------ | ----------- | ----------- | ------ | ------ | ------ | ------ |
| Gemischt                              |                          |             |             |        |        |        |        |
| Agnes Reisch Tim Kopp Jonathan Siegel | Mixed-Team Normalschanze | 334,5       | 3           | 341,0  | 2      | 675,5  | Silber |

### Snowboard

#### Halfpipe
| Athleten          | Wettbewerb | Finale       | Finale       | Finale       | Finale           | Finale |
| Athleten          | Wettbewerb | Durchgang 1  | Durchgang 2  | Durchgang 3  | Bester Durchgang | Rang   |
| ----------------- | ---------- | ------------ | ------------ | ------------ | ---------------- | ------ |
| Jungen            |            |              |              |              |                  |        |
| Christoph Lechner | Halfpipe   | 35,00 Punkte | 35,75 Punkte | 35,00 Punkte | 35,75 Punkte     | 16     |

#### Snowboardcross
| Athleten                | Wettbewerb     | Qualifikation | Qualifikation | Vorlauf | Vorlauf | Halbfinale | Finale   |
| Athleten                | Wettbewerb     | Zeit          | Rang          | Punkte  | Rang    | Position   | Position |
| ----------------------- | -------------- | ------------- | ------------- | ------- | ------- | ---------- | -------- |
| Jungen                  |                |               |               |         |         |            |          |
| Sebastian Pietrzykowski | Snowboardcross | 47,90 s       | 1             | 18      | 2       | 1          | Bronze   |
| Mädchen                 |                |               |               |         |         |            |          |
| Jana Fischer            | Snowboardcross | 51,27 s       | 4             | 15      | 4       | 4          | 6        |

#### Slopestyle
| Athleten          | Wettbewerb | Finale       | Finale       | Finale           | Finale |
| Athleten          | Wettbewerb | Durchgang 1  | Durchgang 2  | Bester Durchgang | Rang   |
| ----------------- | ---------- | ------------ | ------------ | ---------------- | ------ |
| Jungen            |            |              |              |                  |        |
| Christoph Lechner | Slopestyle | 23,50 Punkte | 53,00 Punkte | 53,00 Punkte     | 13     |

#### Teamwettbewerb Ski/Snowboardcross
| Athleten                                                       | Wettbewerb                        | Viertelfinale | Halbfinale | Finale   |
| Athleten                                                       | Wettbewerb                        | Position      | Position   | Position |
| -------------------------------------------------------------- | --------------------------------- | ------------- | ---------- | -------- |
| Gemischt                                                       |                                   |               |            |          |
| Jana Fischer Celia Funkler Sebastian Pietrzykowski Cornel Renn | Teamwettbewerb Ski/Snowboardcross | 1             | 1          | Gold     |